# Tamanjangatans skulpturpark
Tamanjangatans skulpturpark är en permanent friluftsutställning av konstverk i Tamanjangatan i distriktet Kentron i Armeniens huvudstad Jerevan, som skapats av Gafestjeans konstmuseum. 
I skulptursamlingen finns 25 konstverk, varav bland annat av Fernando Botero, Jaume Plensa och Barry Flanagan.

## Skulpturer
| Titel                                            | Konstnär                       | Bild |
| ------------------------------------------------ | ------------------------------ | ---- |
| Kiwi                                             | Peter Woytuk (född 1958)       |      |
| Gatto                                            | Fernando Botero                |      |
| Spectral columns from the London Olympic village | John Clive                     |      |
| Impala leap                                      | Saraj Guha (född 1966)         |      |
| On edge                                          | Christopher Hiltey             |      |
| Mujer Fumando un Cigarrillo                      | Fernando Botero                |      |
| Acrobats                                         | Barry Flanagan                 |      |
| Moondance                                        | Christopher Hiltey (född 1953) |      |
| The wall                                         | Guy Buseyne (född 1961)        |      |
| Farm Totem                                       | Christopher Hiltey (född 1953) |      |
| Olympic horses                                   | Tom Hill                       |      |
| Large boxing hare on Anvil                       | Barry Flanagan                 |      |
| A pair of spectrum columns                       | Mark Atoi                      |      |
| Roman Warrior                                    | Fernando Botero                |      |
| Pavillon de the (AP)                             | Joana Vasconcelos (född 1971)  |      |
| Gendrd I & II                                    | Barry Flanagan                 |      |
| Hare on Bell on Portland Stone Piers             | Barry Flanagan                 |      |
| Lion 2                                           | Ji Yong-Ho                     |      |
| Shadows I                                        | Jaume Plensa                   |      |
| Love                                             | Robert Indiana                 |      |
| Chrome Plated Air to Air Missile                 | -                              |      |
| Butterfly II                                     | Fiona Campbell                 |      |
| Monument Tamanijan                               | Artashes Hovsepjan             |      |
| Reflection tower                                 | -                              |      |